# Paul de Senneville

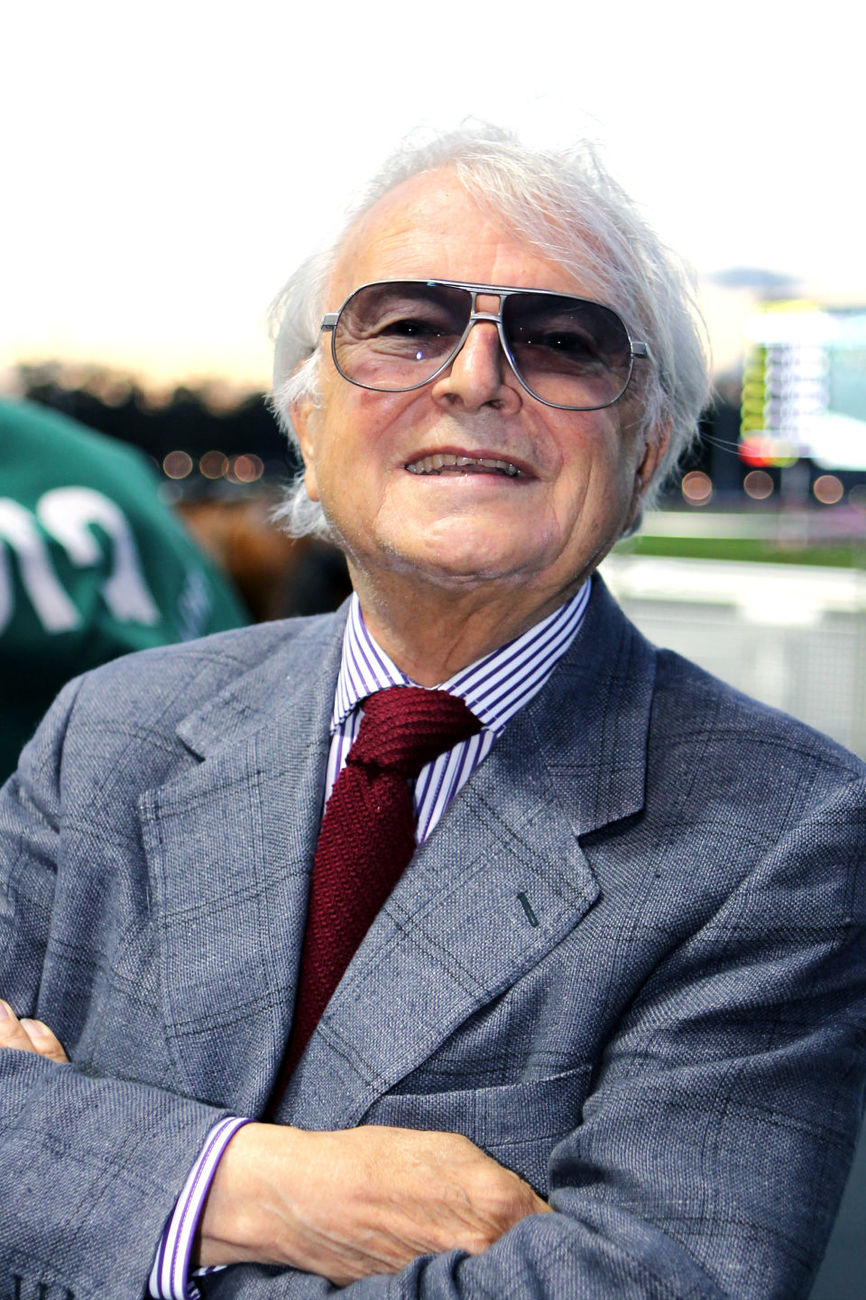
Paul de Senneville (2020)

Paul Marie André de Senneville (* 30. Juli 1933 in Paris; † 24. Juni 2023) war ein französischer Komponist von Instrumentalmusik und Musikproduzent. Zu seinen bekanntesten Werken zählen Ballade pour Adeline, Mariage d’amour und Dolannes Melodie.

## Leben
Paul de Senneville begann seine Laufbahn als Journalist bei verschiedenen Tageszeitungen wie der France Soir. Zudem betätigte er sich als Produzent für Fernsehproduktionen. 1962 komponierte er seine ersten eigenen Stücke und wurde Direktor des Plattenlabels Disc AZ. In dieser Funktion schrieb er Soundtracks für Filme und produzierte Werke anderer Komponisten. So arbeitete er unter anderem mit Michel Polnareff und Olivier Toussaint zusammen. Mit Toussaint gründete er 1972 die Popband Anarchic System, deren Musik er für die folgenden fünf Jahre produzierte.
1975 gelang Senneville und Toussaint mit Dolannes Melodie ein großer Erfolg. Das von Jean-Claude Borelly eingespielte Stück entstand für den Film Ein Leichentuch hat keine Taschen und wurde in der Sparte Beste Filmmusik für einen César nominiert. Im Jahr darauf komponierte Senneville mit Ballade pour Adeline sein bekanntestes Stück, mit dem der Pianist Richard Clayderman 1977 seinen Durchbruch feierte. Er schrieb für Clayderman zahlreiche Stücke, darunter auch 1979 Mariage d’amour.
Senneville konnte laut eigener Aussage weder Noten lesen oder schreiben noch Klavier spielen. Bei Entstehung eines neuen Werks machte er lediglich eine von ihm gesungene beziehungsweise gesummte Aufnahme der Melodie, die dann später von einem Pianisten oder einem Orchester eingespielt wurde.
Er war verheiratet und Vater von zwei Töchtern, Delphine und Adeline (zu deren Geburt er Ballade pour Adeline verfasst hat). Neben seiner Tätigkeit als Komponist gründete er 1988 das nach seiner älteren Tochter benannte Softwareunternehmen Delphine Software International. Paul de Senneville starb im Juni 2023 im Alter von 89 Jahren.

## Werke (Auswahl)
- 1974: Soundtrack zu Convoy der Frauen (zusammen mit Olivier Toussaint)
- 1974: Soundtrack zu Mädchen für intime Stunden (zusammen mit Olivier Toussaint)
- 1975: Dolannes Melodie (zusammen mit Olivier Toussaint; eingespielt von Jean-Claude Borelly für den Film Ein Leichentuch hat keine Tasche)
- 1976: Ballade pour Adeline (eingespielt von Richard Clayderman)
- 1978: Les jardins de Monaco (zusammen mit Olivier Toussaint; eingespielt von Caline und Olivier Toussaint für den Beitrag Monacos beim Eurovision Song Contest 1978)
- 1978: Soundtrack zu Die Trottel der Legion (zusammen mit Olivier Toussaint)
- 1979: Mariage d’amour (eingespielt von Richard Clayderman)
- 1991: Song of Ocarina (eingespielt von Jean-Philippe Audin und Diego Modena)